# Alien Breed 3D II: The Killing Grounds
Pour la série de jeux dérivés, voir Alien Breed (série).
Alien Breed 3D II: The Killing Grounds est un jeu vidéo publié en 1996 sur Amiga AGA, développé par Team 17 et édité par Ocean Software. Il est le cinquième épisode de la franchise Alien Breed.

## Historique
À la suite de la publication d'Alien Breed 3D premier du nom sur Amiga 1200 et CD32, Team17 décida de mettre en chantier une suite. Initialement prévu pour être une simple évolution du premier Alien Breed 3D, à la manière d' Alien Breed - Special Edition pour Alien Breed, le jeu pris une tournure beaucoup plus ambitieuse et aboutit à un véritable jeu à part entière.
Le jeu fut proposé en deux versions, une pour les Amiga AGA pourvus de 2mb de RAM, une autre pour ceux pourvus d'au moins 4Mb de RAM. Cette dernière était entièrement texturée et affichable en plein écran, contrairement à la première ne disposant pas de textures ni au sol ni au plafond et s'affichant sur une fenêtre réduite.
Le jeu était fourni avec un éditeur permettant de créer ses propres niveaux. Toutefois, compte tenu de son ambition (le jeu était annoncé par Team17 comme Le jeu le plus techniquement avancé jamais produit pour l'Amiga ), du faible développement du marché des cartes accélératrices sur Amiga et du déclin du marché des jeux vidéo sur cette plateforme, le jeu ne rencontra que peu de succès et était difficilement jouable sur un Amiga, même étendu avec un 68030 et de la Fast RAM.
Prévu pour être le dernier jeu de Team17 sur Amiga, il fut finalement suivi de Worms :The Director's Cut en 1997 qui signa le désengagement de ce développeur sur la plateforme qui l'avait vu naitre.
En 1997, Team 17 met gratuitement à disposition le code source du jeu à destination des utilisateurs d'Amiga.